# Delega (ordinamento amministrativo italiano)
La delega (o delegazione), nel diritto amministrativo italiano, è il provvedimento amministrativo con cui un'autorità amministrativa, quando la legge le attribuisce espressamente questa facoltà, sostituisce a sé un'altra autorità, nell'esercizio di funzioni appartenenti alla propria competenza.

Si distinguono una «delega tipica» da una «delega atipica», ma nel diritto amministrativo vi sono anche delle figure controverse di dubbia appartenenza al fenomeno della delegazione.

## Tipologie

### Delega tipica
La delega presuppone due autorità, quella delegante e quella delegata, di cui una (quella delegata) viene legittimata al compimento di atti o all'esercizio di funzioni di competenza del delegante, in virtù di un atto della stessa autorità delegante.

I casi pratici che rientrano nello schema della delega tipica sono numerosi, essendo espressione della tematica più generale dei rapporti organizzatori della pubblica amministrazione.
Può aversi il caso in cui l'autorità delegante e quella delegata operino all'interno dello stesso organo: è l'ipotesi del Ministro e del titolare di un ufficio appartenente al medesimo ministero (direttore generale, sottosegretario, ecc.).

Può aversi il caso in cui l'autorità delegante e quella delegata appartengano ad organi esterni dello stesso ente: ad esempio, Consiglio comunale e Giunta comunale. Nell'area della delega a titolari di uffici appartenenti allo stesso ente, vanno ulteriormente distinti i «delegati aventi competenze proprie» (es. delega del Consiglio alla Giunta) dai delegati «privi di tali competenze» (es. delega del Ministro al Sottosegretario, o delega del Sindaco agli Assessori).
Queste prime due ipotesi sono di delega ‘'interorganica'’.

Una fattispecie prevista dalla Costituzione (all'art. 118) è quella della cd. delega intersoggettiva che si ha tra due autorità appartenenti ad enti diversi: si pensi all'esercizio di funzioni regionali attraverso lo strumento della delega agli enti locali.

### Delega atipica
La delega atipica si ha quando il delegato non è preposto né a organi né a uffici: un esempio è la delega del Sindaco all'elettore della frazione, ma vi è anche la delega tra enti dotati di autonomia (prevista dal D.P.R. n. 616 del 1977, che ha trasferito dallo Stato alle Regioni alcune funzioni amministrative con facoltà di «sub-delega» delle stesse funzioni agli enti locali, nel quadro del modello di «amministrazione per programmi»).

## Caratteri essenziali della delega
I caratteri essenziali della delega sono tre:
- È un atto dispositivo di un soggetto nei confronti di un altro. Non è atto dichiarativo e neanche autorizzativo, perché la competenza del delegato non deriva direttamente dalla legge, ma è la legge che conferisce al delegante il potere di delegare. Inoltre, la delega presuppone nel delegante una propria competenza, in mancanza della quale non si avrebbe delega in senso proprio bensì «attribuzione» di competenze a titolo originario (dove mancherebbe la possibilità di revoca e la precarietà, caratteri essenziali dell'istituto).
- È un atto che fonda la competenza a provvedere su un dato oggetto. La delega può attribuire il potere di compiere un solo atto, o emanare uno stesso tipo di atto tutte le volte che ne ricorrono i presupposti (nei limiti di durata della delega), oppure di adottare tutti gli atti relativi a una determinata materia (ciò si verifica per la delega tra Stato e Regioni, o fra Regione ed Enti locali).
- La delega è liberamente revocabile: si discute se la revoca debba essere espressa o se possa essere tacita (per facta concludentia). Premesso che in linea di principio non può escludersi la revoca tacita, una parte della dottrina sostiene che la revoca deve essere necessariamente espressa tutte le volte che la delega comporta la perdita dell'originaria competenza del delegante o l'interdizione temporanea del delegante all'esercizio della propria competenza. Non così, quando la delega consenta al delegante di esercitare le proprie competenze nonostante l'intervenuta attribuzione ad altro soggetto.

## Rapporti tra delegante e delegato
La delega dà vita ad un rapporto particolare tra delegante e delegato, da non confondersi con un eventuale rapporto di gerarchia già esistente tra i due soggetti e sul quale si innesta. Il rapporto nascente dalla delega è un rapporto di supremazia, in cui il delegante è titolare di alcuni poteri e diritti sul delegato, il quale a sua volta è in posizione di soggezione e di obbligo.

Per la delega, infatti, non si richiede il consenso del delegato, il quale non può né rifiutare né restare inerte, tant'è che è previsto il potere sostitutivo del delegante in caso di inerzia del delegato.
Se la delega conferisce il potere di esercitare una competenza «entro i limiti delle direttive» del delegante, il delegato gode di una circoscritta discrezionalità nell'eseguire le istruzioni impartite; l'inosservanza delle direttive può dar luogo a responsabilità disciplinare del delegato (se c'è rapporto interorganico), perché le direttive non sono soltanto una prescrizione alla persona ma anche un limite ai poteri e alle facoltà conferite con la delega, da cui deriva l'illegittimità del provvedimento emanato in contrasto.

## Il principio di competenza
Questo principio risponde all'esigenza fondamentale di organizzazione dei pubblici uffici. La nozione di competenza può articolarsi in due figure:
- la competenza tecnica, cioè la particolare idoneità o abilità nel compiere certi atti. Questo tipo di competenza è prefissata dalle norme di competenza, espressione di una mera esigenza di divisione del lavoro: un esempio sono i regolamenti che distribuiscono i compiti nell'ambito di un apparato amministrativo e predispongono le sanzioni disciplinari per le loro violazioni.
- la competenza giuridica, cioè l'abilitazione a compiere certi atti sulla base di una norma giuridica che dispone in tal senso. Questo tipo di competenza si identifica con la facoltà, l'onere o il dovere di compiere determinati atti ovvero di non compierli: difatti, al concetto di competenza fa riscontro quello di incompetenza, che indica la disfunzione frutto dell'esercizio della competenza da parte di un organo a ciò non designato.

Il principio di competenza è connesso al concetto di funzione amministrativa, perché etimologicamente fungere significa «agire come se si fosse un altro», ovvero in qualità di alter ego di qualcuno, sia esso persona fisica singola, o collegio o collettività.

Avere una funzione significa non solo essere competenti a compiere determinati atti, ma significa anche agire palesemente e non come se si fosse un altro.

In altri termini, funzione è competenza di agire non solo per conto ma anche in nome di altri, spendendo tale qualifica.

## Figure specifiche
La struttura di molti organi amministrativi contempla, accanto al titolare, un funzionario in posizione vicaria, che ha il potere di sostituire il titolare stesso in caso di impedimento o assenza, per evitare la paralisi delle attività.

Questa è la figura della cd. supplenza, che consiste in un fenomeno di duplice legittimazione ad esercitare la competenza, ossia una legittimazione primaria del titolare ed una legittimazione secondaria del vicario. È un fenomeno previsto dalla legge, che diventa operativo al verificarsi di un solo presupposto di fatto, cioè l'impedimento o l'assenza del titolare.
Al contrario, la delega è una sostituzione che non avviene automaticamente, ma trae origine da un atto discrezionale del titolare, il quale può anche delimitarne la durata. La supplenza non modifica l'ordinamento delle competenze, bensì la legittimazione ad agire.
Nel diritto amministrativo vengono utilizzati anche altri strumenti organizzativi diversi ed eterogenei, che vengono raggruppati genericamente (e talora erroneamente) sotto il nome di delega. Il cosiddetto avvalimento si ha quando un ente pubblico (che è e resta titolare delle proprie competenze), conferisce una delega ad uffici di un altro ente solo per determinate operazioni tecniche o per taluni compiti di natura preparatoria, istruttoria, esecutiva, ecc., finalizzati all'attività principale dell'ente titolare.
La cosiddetta delega di firma risponde a banali esigenze di deconcentrazione del lavoro amministrativo e non crea particolari rapporti tra delegante e delegato. Si ha ad esempio quando il Ministro incarica un suo funzionario di firmare atti di ufficio «d'ordine del Ministro» o «per il Ministro».

Malgrado la denominazione, si ritiene in dottrina che la delega di firma sia un istituto assimilabile più alla rappresentanza che non alla delega vera e propria, in quanto la firma del funzionario impegna direttamente il Ministro, sul quale grava tutta la responsabilità dell'atto emanato.